# Свобода або смерть (Греція)

Державний прапор Греції

Свобода або смерть (грец. Ελευθερία ή θάνατος, МФА: [elefθeˈria ˈi ˈθanatos]) — девіз Грецької Республіки. Фраза грец. Ελευθερία ή θάνατος складається загалом із 9 складів, так само як і Прапор Греції має 9 біло-блакитних смуг.
Девіз виник в ході Грецької війни за незалежність у 1820 року як бойовий клич для греків, які повстали проти османського панування. Офіційно прийнятий після революції та використовується донині як символ рішучості народу Греції боротися проти тиранії та гноблення.